# MiG-9 (航空機・初代)
 MiG-9 «IKh» (I-210)
МиГ-9 «ИХ» (И-210)
- 用途：戦闘機
- 設計者： ミコヤン・グレヴィッチ設計局
- 製造者：
- 運用者：試作のみ(少数のみ生産されたとも)
- 初飛行：1942年
- 運用状況：退役

MiG-9（ミグ9；ロシア語:МиГ-9ミーグ・ヂェーヴャチ）又はI-210は、ソ連のMiG-3戦闘機の発展型で試作に終わったレシプロ戦闘機。

## 概要
「初めのMiG-9」であるMiG-9（IKh、I-210）は、1941年から開発が始められ翌1942年に初飛行した。MiG-3戦闘機の木と金属の構造を保持していたが、珍しい装備方法で、エンジン・カウリングの両側に機関銃4丁を装備していた。主翼のロケット架にロケット弾を装備することもできた。
M-82（М-82）星型空冷エンジン1基を搭載した機体であったが、試験飛行の結果は期待はずれに終わり、同じエンジンを使用するLa-5の生産を優先することになったため量産されなかった。製作された機体は1944年まで試験に使用された。
1943年に初飛行したMiG-9Ye（I-211、MiG-9Eとも）は、同様にしてASh-82F（АШ-82Ф）星型空冷エンジン1基を搭載する670km/hの前線戦闘機であったが、既に生産ライン上にある La-5 を置き換えるほどの性能ではなかったため、こちらも量産されなかった。
なお、通常「MiG-9」と書かれる場合はジェット機の方を指しており、レシプロ機の方（I-210/211）は区別のために МиГ-9 (Первый) 即ち MiG-9 (First) のような表記がなされるか、開発名称の «IKh» を併記することがある。ソ連機ではこのように名称が同じで互いに全く関係がないという機体がいくつもあるため混乱が生じることがあるが、大概は「初めの機体」の方は計画・試作で終わっているので、特に名称以外に何も記されていない場合は「後の機体」のことであると看做してよいだろう。

## スペック
- 初飛行：1942年
- 翼幅：10.20 m
- 全長：8.078 m
- 全高：3.50 m
- 翼面積：17.44 m2
- 空虚重量：2762 kg
- 離陸重量：3382 kg
- 搭載燃料：360 kg
- 発動機：シュベツォフ M-82 空冷複列星型14気筒レシプロエンジン ×1
- 出力（離陸）：1700 馬力
- 出力（飛行）：1330 馬力
- 最高速度（地表高度）：475 km/h
- 最高速度：565 km/h
- 実用航続距離：1070 km
- 最高上昇率：896 m/min
- 実用飛行上限高度：8700 m
- 乗員：1 名
- 武装：12.7 mm 機銃 UBS (УБС) （弾数200発）、7.62 mm 機銃 ShKAS (ШКАС) （弾数650発）

## 運用国
- なし